# József Balázs
Dans le nom hongrois Balázs József, le nom de famille précède le prénom, mais cet article utilise l’ordre habituel en français József Balázs, où le prénom précède le nom.
József Balázs, né le 19 mars 1944 à Vitka et décédé le 13 octobre 1997 à Budapest, est un écrivain hongrois.